# 배수영 (미술가)
배수영(1973년 ~ )은 대한민국의 설치미술가이다. 일본에서 유학 생활을 보냈고, 2006년 오사카에서 첫 설치미술 개인전을 열었다. 2011년 본격적으로 공공미술에 관심을 갖고 귀국과 동시에 평창동계올림픽 유치기원 전시 행사를 시작으로 공공미술디렉터로서의 역량을 발휘했고, 2012년부터 매년 공공미술 방송 프로젝트인 "DNA코리아"를 기획, 방영 하는 등 예술적 문화의식을 높이기 위한 활동도 하고 있다. 2014년에는 신촌 플레이 버스 총괄 기획과 디자인, 안전행정부 착한 가격 업소 총괄 디자인 등의 프로젝트를 통해 설치기획자로 활약하는 등 활동 범위를 넓혀가고 있다.

## 경력
- 2021년 ~ 2022년 Art Firm Company 작가
- 2018년 ~ 2019년 팝앤팝아트팩토리 에이전시 작가
- 2017년 ~ 2019년 한국관광공사 자문위원 (디자인 부문)
- 2017년 ~ 2017년 목원대학교 출강
- 2016년 ~ 2019년 아트 비 아뜰리에 입주작가
- 2015년 ~ 2019년 서울디지털대학교 출강
- 2014년 ~ 2017년 숙명여자대학교 출강
- 2012년 ~ 2014년 교육과학기술부 문화심의위원
- 2010년 ~ 2011년 도쿄 예술대학교 연구원 (첨단예술 표현학 연구)
- 2009년 ~ 2017년 (주)씨에이치이엔티 아트사업 본부장
- 2009년 ~ 2011년 메디컬 갤러리 4 큐레이터 (프리랜서-서울 압구정 역)
- 2009년 ~ 2010년 쿤스트독 미술연구소 초빙 연구원
- 2008년 ~ 2010년 (주)스페이스워크 (도쿄 아트 디렉터)
- 2008년 ~ 2009년 오사카 하얏트호텔 갤러리 기획전 중심 큐레이터 (프리랜서)
- 2006년 ~ 2010년 오사카예술대학원, 예술전공학위 박사과정 수료 - 조각 (설치미술에 대한 공간의 재해석)
- 2006년 ~ 2007년 오사카 대한민국 총영사관 [한인 총 예술협회] 미술담당선정
- 2004년 ~ 2006년 오사카 예술대학원 예술제작전공 석사 졸업 (무대공간연구)
- 2000년 ~ 2004년 오사카 예술대학교 예술계획학과 졸업 (아트매니지먼트)

## 개인전
2022년
- 07월21일 ~ 08월28일 回·路 / 메타로그(Meta-log), (갤러리원(Gallery1), 서울)

2019년
- 01월05일 ~ 03월29일 제10회 개인전 [REBORN], (秀 LK SOO GALLERY, 서울)

2018년
- 07월10일 ~ 08월31일 제 10회 개인전 [Untitled], (부천무릉도원 수목원, 경기)
- 04월02일 ~ 07월31일 제9회 개인전 [치유와 상생], (Trande Art Lounge, Gallery Parkyoung, 서울)

2017년
- 12월14일 ~ 12월20일 제8회 개인전 [전통과 현대의 소통 : 연(緣)], (한벽원 미술관, 서울)
- 01월05일 ~ 02월10일 제7회 개인전 [Five Elements], (gallery U.H.M., 서울)

2015년
- 08월13일 ~ 09월21일 제6회 개인전 [Take the Ego, 배수영] (NaMu Modern & contemporary, 서울)[6]

2014년
- 04월18일 ~ 05월27일 제5회 개인전 KunstDoc Project Space 기획전 [Trans-being] (한강야생탐사센터, 서울)[7]

2012년
- 08월24일 ~ 10월24일 제4회 개인전 [ECOPIA-ALPENSIA and THE ART ZONE] (알펜시아리조트, 강원도 평창)[8]

2008년
- 04월08일 ~ 05월04일 제3회 개인전「토요타렉서스」(사카이 천복 지점, 일본)
- 03월03일 ~ 04월04일 제2회 개인전 [하늘 저편에…라라라…별저쪽으로...] (오사카 하얏트리젠시 호텔, 오사카)

2006년
- 11월09일 ~ 11월15일 제1회 개인전 [이제 시작하며-설치미술전] (신사이바시 앗 센스 서점, 오사카)

## 그룹전
2022년
- 01월19일 ~ 01월23일 LA ART SHOW (Los Angeles Convention Center)

2019년
- 10월07일 ~ 02월28일 [ 아드만 애니메이션 ] 석파정 미술관, 서울

2018년
- 11월28일 ~ 02월10일 [ Any Other Generation ]展, 중랑아트센터, 서울
- 10월18일 ~ 12월31일 [ 십년감수 ]展, 개관 10주년 특별기획전 갤러리박영, 파주
- 06월11일 ~ 07월2일 [ IAa International Inter-media Art Project, ‘부재의 기술’ ]展, 예술공간 이아, 제주도
- 05월07일 ~ 06월02일 [다카르비엔날레 한국특별전, '또 다른 언어' ]展, 세네갈 아프리카

2017년
- 07월07일 ~ 08월20일 [ 의외로 심플한 현대미술 ]展, 전북도립미술관, 전북
- 04월06일 ~ 04월18일 [ 아트 비 아뜰리에, '봄 나들이' ]展, 하림 에코락 갤러리, 서울

2016년
- 06월23일 ~ 07월14일 [ 보네이도 아트 콜라보레이션 전시, 'Re:wind' ], 프린트 베이커리, 서울
- 06월13일 ~ 06월24일 [ 한일교류전, 사이- 평행선, 그리고 한 점 ], 주한일본대사관 공보문화원 실크갤러리, 서울
- 05월10일 ~ 05월14일 [ Seoul Open Art Fair ], CH gallery, COEX, 서울

2015년
- 10월07일 ~ 10월11일 [Korea International Art Fair]
- 06월05일 ~ 06월08일 [Art Busan 2015]
- 04월08일 ~ 04월11일 [Wolrd Art Dubai 2015]
- 03월13일 ~ 04월19일 [축복의 땅, 양평] (경기 양평군립미술관)
- 03월03일 ~ 03월20일 한일국교정상화50주년기념전 [It's 美 - 또 다른 시선] (주오사카한국문화원 미리내 갤러리)[9]

2014년
- 12월02일 ~ 12월07일 [MIAMI Select Art Fair] (Miami, FL)
- 10월15일 ~ 10월26일 폴란드 국제 교류전 [지역, 미술을 밝히다 展] (부평아트센터)[10]
- 08월29일 ~ 11월30일 제 6회 금강자연미술비엔날레 <옆으로 자라는 나무> 특별전 초대 작가 (충북 공주)[11]
- 12월21일 ~ 02월09일 예술대탐험 [탄생과 부활] (서울 한가람 미술관)[12]

2013년
- 07월06일 ~ 08월29일 [명성황후展] (예술의 전당 V-갤러리)[13]
- 06월15일 ~ 06월28일 [Dispense Korea] (Space Womb Art Gallery, NY)

2010년
- 10월22일 ~ 11월22일 [원마운트, 아트라는 날개를 달다] 자선 초대전 (경기도 일산)[14]

2009년
- 09월09일 ~ 09월13일 2009 8th 한국실험예술제 [V.A.P와 함께 하는 작은 예술도시 "예술도시 속 움직이는 실험적 이상 공간"] (홍대 걷고 싶은 거리)[15]
- 03월22일 ~ 04월01일 V.A.P 그룹전 [RaZZle DaZZle] (오사카 하얏트 호텔)

2008년
- 10월25일 ~ 11월25일 제 4회 중국 베이징 송좡 예술 국제전 한국 청년작가 초대전 (중국)
- 07월04일 ~ 07월06일 중국 베이징 좌우 예술구 국제 예술제 [99Tents, 99Dreams, One World] (중국)[16]
- 06월06일 ~ 06월19일 ['에코@아시아주의' 제 2탄 그룹 기획전] (오사카 하얏트 갤러리)

2007년
- 11월19일 ~ 11월25일 2007 한국실험예술제 [한국 퍼포먼스 아트 40년, 사십人] 설치 미술 [무리], 전통무용[임이조선무용단] (홍대 앞 상가거리)
- 10월28일 ~ 11월02일 아시아 여성 아티스트 그룹전 [타무라 토모코, 배수영, 앙드레리 3인전] (New York, USA)

2006년
- 08월02일 ~ 08월06일 2006 한국실험예술제 「녹-복귀」 설치 미술 및 퍼포먼스 (홍대 앞 일대)

## 수상 경력
2018년
- '2018 선플 자원봉사대회' 대상 - 문화체육관광부
- 제56회 관념미학어워드 수상 - 관념미학어워드

## 방송
- 2015 DNA 코리아 시즌 4[17]
- 2014 인간의 조건 재능 공유하며 살기 편[18]
- 2014 DNA 코리아 시즌 3[19]
- 2013 DNA 코리아 시즌 2[20]
- 2012 DNA 코리아 시즌 1[21]

## 기획 및 디자인
2017
- 울산 강동산하지구 공원조성 기획

2016
- 아리수 음수대 디자인 (서울시 상수도사업본부)
- [공공미술 프로젝트 DNA코리아 시즌5 ] 공공미술 프로젝트 총괄 기획
- 전라남도 진도군 지산면소재지 종합정비사업 거리조성 기획

2015
- [광복 70주년 8.15 행사 미술부분(설치미술) 참여 ] 광화문 광장
- [공공미술 프로젝트 DNA코리아 시즌4 ] 공공미술 프로젝트 총괄 기획
- 전라남도 진도군 지산면소재지 종합정비사업 거리조성 기획

2014
- [신촌 PLAY BUS ] 신촌이야기버스 박물관 조성사업 기획 및 디자인, 서울
- 행정자치부 지정 착한가격업소 로고 디자인 및 인테리어 기획
- [공공미술 프로젝트 DNA코리아 시즌3 ] 공공미술 프로젝트 총괄 기획

```
  MBC [ 전통, 色(색)을 입다 ] 방송
  MBC [ 벽화, 희망을 꽃피우다 ] 방송
  MBC [ 벽에서 피어난 행복 ] 방송
```

2013
- [공공미술 프로젝트 DNA코리아 시즌 2 ] 공공미술 프로젝트 총괄 기획

```
 SBS [ 컬쳐클럽 - 담벼락 원정대 ] 방송
```

- 한국철도공사(KORAIL) 중부내륙권 5개 기차역 관광벨트화 사업 공공미술부문 참여
- [힐링공간프로젝트 ] 정화예술대학교 공간미술확장 프로젝트 총괄 기획 & 디자인

2012
- [ DNA사랑 나눔 자선전시회 ] 기획 및 참가, 압구정 CGV, 서울
- [ 공공미술 프로젝트 DNA(Donation N Art)코리아 ] 공공미술 프로젝트 총괄 기획
```
  KBS 미술교양다큐멘터리 [ 미술 - 세상을 바꾸다 ] 방송
```

2011
- [크리에이티브  바 ] 기업과 예술의 만남 총괄 디자인
- [Delicious Canada ] 캐나다 대사관주최 행사 구성 및 디자인 총괄, 롯데호텔, 부산
- [Multi Scape ]展, 한일퍼포먼스공연 및 전시 기획, 일삐우, 서울
- [디자이너 Kay KIM (F/W Collection Show) ] 무대기획 & 디자인, 홍콩
- 평창 동계올림픽 유치기원 기획전 기획, 인터컨티넨탈 호텔 & 알펜시아 리조트, 평창2010
- 프리마호텔 뮤지엄 초대전 기획, 프리마호텔, 서울
- [토마스패로딘 초대전 ] 기획, 서정욱 갤러리, 서울
- [Seoul Open Art Fair ] CHent 기업갤러리 운영 총괄, 코엑스, 서울
- [V.A.P 그룹 프로젝트 展 ] 대안 예술 공간 충전소 프로젝트 기획, 홍대씨어터 제로, 서울2009
- [병원과 예술의 만남 ]기획, 매디컬 갤러리 4, 압구정, 서울2008
- [이상한 나라의 엘리스 ]展 기획, 청담동 주니스 성형외과, 서울
- [경성, 1930 ] 서울시무용단 한일교류공연 무대 소품 제작, 세종문화회관, 서울